# Углеродные нанотрубки
Углеродная нанотрубка (сокр. УНТ) — это аллотропная модификация углерода, представляющая собой полую цилиндрическую структуру диаметром от десятых до нескольких десятков нанометров и длиной от одного микрометра до нескольких сантиметров (при этом существуют технологии, позволяющие сплетать их в нити неограниченной длины), состоящие из одной или нескольких свёрнутых в трубку графеновых плоскостей.

## Структура нанотрубок
Любую одностенную углеродную нанотрубку можно представить в виде выкройки из листа графена (представляющего собой сетку из правильных шестиугольников, в вершинах которых расположены атомы углерода), которая задаётся парой чисел (n, m), называющихся индексами хиральности. Индексы хиральности (n, m) при этом являются координатами радиус-вектора R в заданной на графеновой плоскости косоугольной системе координат, определяющего ориентацию оси трубки относительно графеновой плоскости и её диаметр.
Диаметр нанотрубки рассчитывается по диаметру цилиндра, длина окружности которого равна длине вектора R и выражается через индексы хиральности (n, m) как:
{\displaystyle D={\frac {{\sqrt {3}}d_{0}}{\pi }}\cdot {\sqrt {n^{2}+m^{2}+nm}}},
где {\displaystyle d_{0}} = 0,142 нм — расстояние между соседними атомами углерода в графитовой плоскости.
Другой способ обозначения хиральности состоит в указании угла α между направлением сворачивания нанотрубки и направлением, в котором соседние шестиугольники имеют общую сторону. При этом выбирается наименьший угол, такой что 0° ≤ α ≤ 30°. Однако в этом случае для полного описания геометрии нанотрубки необходимо указать её диаметр.
Связь между индексами хиральности (n, m) и углом α даётся соотношением:
{\displaystyle \sin {\alpha }={\frac {m{\sqrt {3}}}{2{\sqrt {n^{2}+m^{2}+nm}}}}}.
По типу торцов углеродные нанотрубки бывают
- открытые;
- закрытые (заканчивающиеся полусферой, которая может рассматриваться как половина молекулы фуллерена).

По количеству слоёв нанотрубки бывают
- одностенные (один слой);
- многостенные (много слоев).

По электронным свойствам
- металлические ({\displaystyle n-m} делится на 3)[2][5]
- полупроводниковые (прочие n и m)

На основе индексов хиральности одностенные нанотрубки разделяют на 3 типа:
- n = m — «кресло» или «зубчатые» (armchair), α = 30°
- m = 0 — «зигзагообразные» (zigzag), α = 0°
- n ≠ m — хиральные

В русскоязычной литературе встречается ошибочное приписывание зубчатым нанотрубкам α = 0° и зигзагообразным трубкам α = 30° (2n, n), распространившееся из обзорной статьи А. В. Елецкого.

### Одностенные нанотрубки
Одностенные нанотрубки (single wall carbon nanotubes) применяются в литий-ионных аккумуляторах, углепластиковых материалах, автомобильной промышленности. В кислотно-свинцовых аккумуляторах добавление одностенных нанотрубок значительно увеличивает число циклов перезарядки.
У одностенных углеродных нанотрубок коэффициент прочности {\displaystyle 50} ГПа, а у стали {\displaystyle 1} ГПа.
Промышленная технология синтеза одностенных углеродных нанотрубок OCSiAl, разработанная академиком РАН Михаилом Предтеченским, позволяет получать нанотрубки исключительно высокого качества и предлагать их на мировой рынок по цене, впервые делающей их применение в индустрии экономически доступным.

### Многостенные нанотрубки
Многостенные (multi wall carbon nanotubes) нанотрубки отличаются от одностенных значительно более широким разнообразием форм и конфигураций. Разнообразие структур проявляется как в продольном, так и в поперечном направлении.
Структура типа «матрёшки» (russian dolls) представляет собой совокупность коаксиально вложенных друг в друга цилиндрических трубок. Другая разновидность этой структуры представляет собой совокупность вложенных друг в друга коаксиальных призм. Наконец, последняя из приведённых структур напоминает свиток (scroll). Для всех структур на рис. характерно значение расстояния между соседними графеновыми слоями, близкое к величине 0,34 нм, присущей расстоянию между соседними плоскостями кристаллического графита.
Реализация той или иной структуры многостенных нанотрубок в конкретной экспериментальной ситуации зависит от условий синтеза. Анализ имеющихся экспериментальных данных указывает, что наиболее типичной структурой многостенных нанотрубок является структура с попеременно расположенными по длине участками типа «русской матрёшки» и «папье-маше». При этом «трубки» меньшего размера последовательно вложены в трубки большего размера. В пользу такой модели говорят, например, факты по интеркалированию калия или хлорида железа в «межтрубочное» пространство и образование структур типа «бусы».

## История открытия
Фуллерен (C60) был открыт группой учёных: Смолли, Крото и Кёрла в 1985 году, за что в 1996 году эти исследователи были удостоены Нобелевской премии по химии.
Что касается углеродных нанотрубок, то здесь нельзя назвать точную дату их открытия.
Хотя общеизвестным является факт наблюдения структуры многослойных нанотрубок Иидзимой в 1991 году, существуют более ранние свидетельства открытия углеродных нанотрубок.
Так, например в 1974—1975 годах Эндо с коллегами опубликовали ряд работ с описанием тонких трубок с диаметром менее 100 Å, приготовленных методом конденсации из паров, однако более детального исследования структуры не было проведено.
Группа учёных Института катализа СО АН СССР в 1977 году при изучении зауглероживания железохромовых катализаторов дегидрирования под микроскопом зарегистрировали образование «пустотелых углеродных дендритов», при этом был предложен механизм образования и описано строение стенок.
В 1992 году в журнале Nature была опубликована статья, в которой утверждалось, что нанотрубки наблюдали в 1953 году.
Годом ранее, в 1952 году, в статье советских учёных Радушкевича и Лукьяновича сообщалось об электронно-микроскопическом наблюдении волокон с диаметром порядка 100 нм, полученных при термическом разложении окиси углерода на железном катализаторе.
Эти исследования также не были продолжены.
В 2006 году, углеродные нанотрубки были обнаружены в дамасской стали.
Существует множество теоретических работ по предсказанию данной аллотропной формы углерода.
В работе химик Джонс (Дедалус) размышлял о свёрнутых трубах графита.
В работе  Л. А. Чернозатонского и других, вышедшую в тот же год, что и работа Ииджимы, были получены и описаны углеродные нанотрубки, а М. Ю. Корнилов, профессор кафедры органической химии Киевского национального университета, не только предсказал существования одностенных углеродных нанотрубок в 1986 году, но и высказал предположение об их большой упругости.
Впервые возможность образования наночастиц в виде трубок была обнаружена для углерода.
В настоящее время подобные структуры получены из нитрида бора, карбида кремния, оксидов переходных металлов и некоторых других соединений.
Диаметр нанотрубок варьируется от одного до нескольких десятков нанометров, а длина достигает нескольких микрон.

## Структурные свойства
- упругие свойства; дефекты при превышении критической нагрузки:
  - в большинстве случаев представляют собой разрушенную ячейку-гексагон решётки — с образованием пентагона или септагона на её месте. Из специфических особенностей графена следует, что дефектные нанотрубки будут искажаться аналогичным образом, то есть с возникновением выпуклостей (при 5) и седловидных поверхностей (при 7). Наибольший же интерес в данном случае представляет комбинация данных искажений, особенно расположенных друг напротив друга (дефект Стоуна — Уэйлса) — это уменьшает прочность нанотрубки, но формирует в её структуре устойчивое искажение, меняющее свойства последней: иными словами, в нанотрубке образуется постоянный изгиб.
- открытые и закрытые нанотрубки

## Электронные свойства нанотрубок

### Электронные свойства графитовой плоскости
- Обратная решётка, первая зона Бриллюэна

Все точки K первой зоны Бриллюэна отстоят друг от друга на вектор трансляции обратной решётки, поэтому все они на самом деле эквивалентны. Аналогично, эквивалентны все точки K'.
- Спектр в приближении сильной связи (См. более подробно Графен)

- Дираковские точки (См. подробнее Графен)

Графит — полуметалл, что видно невооружённым глазом по характеру отражения света. Можно убедиться, что электроны p-орбиталей полностью заполняют первую зону Бриллюэна. Таким образом, оказывается, что уровень Ферми графитовой плоскости проходит точно по дираковским точкам, т. о. вся поверхность Ферми (точнее, линия в двумерном случае) вырождается в две неэквивалентные точки.
Если энергия электронов мало отличается от энергии Ферми, то можно заменить истинный спектр электронов вблизи дираковской точки на простой конический, такой же как спектр безмассовой частицы, подчиняющейся уравнению Дирака в 2+1 измерениях.
- SU(4) симметрия

### Преобразование спектра при сворачивании плоскости в трубку
- граничные условия Борна — Кармана
- Эффективное уравнение Дирака
- Металлические и полупроводниковые трубки

Тип проводимости нанотрубок зависит от их хиральности, то есть от группы симметрии, к которым принадлежит конкретная нанотрубка, причём он подчиняется простому правилу: если индексы нанотрубки равны между собой или же их разность делится на три, нанотрубка является полуметаллом, в любом другом случае они проявляют полупроводниковые свойства.
Происхождение этого явления в следующем. Графитовую плоскость (графен) можно представить в виде бесконечно протяжённой, в то время как нанотрубку с известными оговорками как одномерной объект. Если представить нанотрубный графеновый фрагмент в виде его развёртки на графитовый лист, то видно, что в направлении свёртки трубки количество разрешённых волновых векторов уменьшается до значений, вполне определённых индексами хиральности (длина такого вектора k обратно пропорциональна периметру трубки). На рисунке показаны примеры разрешённых k-состояний металлической и полупроводниковой нанотрубки. Видно, что если разрешённое значение волнового вектора совпадает с точкой К, в зонной картине нанотрубки также будет существовать пересечение валентной зоны и зоны проводимости и нанотрубка, соответственно, будет проявлять полуметаллические свойства, а в другом случае — полупроводниковые.
- Поведение спектра при приложении продольного магнитного поля

### Учёт взаимодействия электронов
- Бозонизация
- Латтинжеровская жидкость
- Разделение спина и заряда
- Экспериментальный статус

### Сверхпроводимость в нанотрубках
Сверхпроводимость углеродных нанотрубок открыта исследователями из Франции и России (ИПТМ РАН, Черноголовка). Ими были проведены измерения вольт-амперных характеристик:
- отдельной одностенной нанотрубки диаметром ~1 нм;
- свёрнутого в жгут большого числа одностенных нанотрубок;
- также индивидуальных многостенных нанотрубок.

При температуре, близкой к 4 К, между двумя сверхпроводящими металлическими контактами наблюдался ток. В отличие от обычных трёхмерных проводников перенос заряда в нанотрубке имеет ряд особенностей, которые, судя по всему, объясняются одномерным характером переноса (как, например, квантование сопротивления R: см. статью, опубликованной в Science).

## Экситоныибиэкситоныв нанотрубках
Эксито́н (лат. excito — «возбуждаю»)— водородоподобная квазичастица, представляющая собой электронное возбуждение в диэлектрике или полупроводнике, мигрирующее по кристаллу и не связанное с переносом электрического заряда и массы.
Хотя экситон состоит из электрона и дырки, его следует считать самостоятельной элементарной (не сводимой) частицей в случаях, когда энергия взаимодействия электрона и дырки имеет тот же порядок, что и энергия их движения, а энергия взаимодействия между двумя экситонами мала по сравнению с энергией каждого из них. Экситон можно считать элементарной квазичастицей в тех явлениях, в которых он выступает как целое образование, не подвергающееся воздействиям, способным его разрушить.
Биэкситон — связанное состояние двух экситонов.
Представляет собой, фактически, экситонную молекулу.
Впервые идея о возможности образования экситонной молекулы и некоторые её свойства были описаны независимо С. А. Москаленко и М. А. Лампертом.
Образование биэкситона проявляется в оптических спектрах поглощения в виде дискретных полос, сходящихся в коротковолновую сторону по водородоподобному закону. Из такого строения спектров следует, что возможно образование не только основного, но и возбуждённых состояний биэкситонов.
Стабильность биэкситона должна зависеть от энергии связи самого экситона, отношения эффективных масс электронов и дырок и их анизотропии.
Энергия образования биэкситона меньше удвоенной энергии экситона на величину энергии связи биэкситона.

## Оптические свойства нанотрубок
Полупроводниковые модификации углеродных нанотрубок (разность индексов хиральности не кратна трём) являются прямозонными полупроводниками.
Это означает, что в них может происходить непосредственная рекомбинация электрон-дырочных пар, приводящая к испусканию фотона. Прямозонность автоматически включает углеродные нанотрубки в число материалов оптоэлектроники.
Полупроводниковые нанотрубки излучают в видимом и инфракрасном диапазоне под воздействием оптического (фотолюминисценция) или электрического возбуждения (электролюминисценция). Нанотрубки, наряду с квантовыми точками и флюоресцентными молекулами могут быть источниками одиночных фотонов, что было продемонстрировано как в криогенных условиях, так и при комнатной температуре для функционализированных нанотрубок. Это позволяет рассматривать нанотрубки как потенциальный источник излучения для проведения квантовых вычислений.

## Мемристорные свойства нанотрубок
В 2009 году, Яо, Жанг и другие продемонстрировали мемристор на основе одностенных горизонтально ориентированных углеродных нанотрубок, расположенных на диэлектрической подложке. Проявление мемристорного эффекта в представленной структуре было обусловлено взаимодействием УНТ с диэлектрической подложкой и захватом носителей заряда на границе раздела УНТ/SiO2.
В 2011 году, Vasu, Sampath и другие обнаружили мемристорный эффект на массиве разориентированных многостенных углеродных нанотрубок. Было установлено, что резистивное переключение в массиве обусловлено формированием проводящих каналов из УНТ, ориентированных электрическим полем.
В 2013 году, Агеев, Блинов и другие сообщили об обнаружении мемристорного эффекта на пучках вертикально ориентированных углеродных нанотрубок при исследовании методом сканирующей туннельной микроскопии. Позднее, в 2015 году, эта же группа учёных показал возможность резистивного переключения в индивидуальных вертикально ориентированных УНТ. Обнаруженный мемристорный эффект был основан на возникновении внутреннего электрического поля в УНТ при её деформации.

## Возможные применения нанотрубок
- Механические применения: сверхпрочные нити, композитные материалы, нановесы.
- Применения в микроэлектронике: транзисторы, нанопровода, наноантенны[31], прозрачные проводящие поверхности, топливные элементы.
- Для создания соединений между биологическими нейронами и электронными устройствами в новейших нейрокомпьютерных разработках.
- Капиллярные применения: капсулы для активных молекул, хранение металлов и газов, нанопипетки.
- Оптические применения: дисплеи, светодиоды.
- Медицина (в стадии активной разработки).
- Одностенные нанотрубки (индивидуальные, в небольших сборках или в сетях) являются миниатюрными датчиками для обнаружения молекул в газовой среде или в растворах с ультравысокой чувствительностью — при адсорбции на поверхности нанотрубки молекул её электросопротивление, а также характеристики нанотранзистора могут изменяться. Такие нанодатчики могут использоваться для мониторинга окружающей среды, в военных, медицинских и биотехнологических применениях.
- Трос для космического лифта: нанотрубки, теоретически, могут держать огромный вес — до тонны на квадратный миллиметр. Однако получить достаточно длинные углеродные трубки с толщиной стенок в один атом не удавалось до сих пор[32], из-за чего приходится использовать нити, сплетённые из относительно коротких нанотрубок, что уменьшает итоговую прочность.
- Листы из углеродных нанотрубок можно использовать в качестве плоских прозрачных громкоговорителей, к такому выводу пришли китайские учёные[33]
- Искусственные мышцы. Путём введения парафина в скрученную нить из нанотрубок международной команде учёных из университета Техаса удалось создать искусственную мышцу, которая в 85 раз сильнее человеческой[34]
- Генераторы энергии и двигатели. Нити из парафина и углеродных трубок могут поглощать тепловую и световую энергию и преобразовывать её в механическую. Опыт показывает, что такие нити выдерживают более миллиона циклов скручивания/раскручивания со скоростью 12 500 об/мин или 1200 циклов сжатия/растяжения в минуту без видимых признаков износа.[35] Такие нити могут применяться для выработки энергии из солнечного света.
- Источники тока. Использование одностенных углеродных нанотрубок в качестве проводящей добавки в литий-ионных батареях позволяет увеличить процент активного материала в составе электрода, а значит — увеличить энергоёмкость источника тока. Согласно исследованиям, с помощью нанотрубок TUBALL, производимых компанией OCSiAl, в призматических аккумуляторах 10 А·ч возможно добиться увеличения объёмной энергоёмкости на 10 %[36][37]. В свою очередь, добавление 0,001 — 0,01 % этих одностенных нанотрубок в пасту электрода свинцово-кислотных батарей позволяет увеличить срок службы аккумулятора в 4 раза, а также положительно влияет на другие его характеристики[38].
- Одностенные углеродные нанотрубки являются универсальной проводящей добавкой. Низкие концентрации в общей массе материала — от 0,01 % — придают электропроводность и улучшают физико-механические свойства пластиков, эластомеров, композитов и покрытий без негативного воздействия на цвет, реологические и иные характеристики[39].
- Обеспечение электрической проводимости полимеров. Углеродные нанотрубки, вводимые в микроскопических количествах в полимеры позволяют снизить их электрическое сопротивление в десятки тысяч раз — со спектра значений «сотни мегаом — один гигаом» до сравнительно малых значений «единицы — десятки килоом». Данное свойство используется для предотвращения накопления на полимерных материалах зарядов статического электричества.

## Получение углеродных нанотрубок
Развитие методов синтеза углеродных нанотрубок (УНТ) шло по пути снижения температур синтеза. После создания технологии получения фуллеренов было обнаружено, что при электродуговом испарении графитовых электродов наряду с образованием фуллеренов образуются протяжённые цилиндрические структуры . Микроскопист Сумио Ииджима, используя просвечивающий электронный микроскоп (ПЭМ), первым идентифицировал эти структуры как нанотрубки. К высокотемпературным методам получения УНТ относится электродуговой метод. Если испарить графитовый стержень (анод) в электрической дуге, то на противоположном электроде (катоде) образуется жёсткий углеродный нарост (депозит) в мягкой сердцевине которого содержатся многостенные УНТ с диаметром 15—20 нм и длиной более 1 мкм.
Формирование УНТ из фуллереновой сажи при высокотемпературном тепловом воздействии на сажу впервые наблюдали Оксфордская и Швейцарская группы. Установка для электродугового синтеза металлоёмка, энергозатратна, но универсальна для получения различных типов углеродных наноматериалов. Существенной проблемой является неравновесность процесса при горении дуги. Электродуговой метод в своё время пришёл на смену метода лазерного испарения (лазерной абляции).
Установка для абляции представляет собой обычную печь с резистивным нагревом, дающую температуру 1200°С. Чтобы получить в ней более высокие температуры, достаточно поместить в печь мишень из углерода и направить на неё лазерный луч, попеременно сканируя всю поверхность мишени. Так группа Смолли, используя дорогостоящие установки с короткоимпульсным лазером, получила в 1995 году нанотрубки, «значительно упростив» технологию их синтеза.
Однако, выход УНТ оставался низким. Введение в графит небольших добавок никеля и кобальта (по 0,5 атм. %) позволило увеличить выход УНТ до 70—90 %. С этого момента начался новый этап в представлении о механизме образования нанотрубок. Стало очевидным, что металл является катализатором роста. Так появились первые работы по получению нанотрубок низкотемпературным методом — методом каталитического пиролиза углеводородов (CVD), где в качестве катализатора использовались частицы металла группы железа. Один из вариантов установки по получению нанотрубок и нановолокон CVD методом представляет собой реактор, в который подаётся инертный газ-носитель, уносящий катализатор и углеводород в зону высоких температур.
Упрощённо механизм роста УНТ заключается в следующем. Углерод, образующийся при термическом разложении углеводорода, растворяется в наночастице металла. При достижении высокой концентрации углерода в частице на одной из граней частицы-катализатора происходит энергетически выгодное «выделение» избыточного углерода в виде искажённой полуфуллереновой шапочки. Так зарождается нанотрубка. Разложившийся углерод продолжает поступать в частицу катализатора, и для сброса избытка его концентрации в расплаве нужно постоянно избавляться от него. Поднимающаяся полусфера (полуфуллерен) с поверхности расплава увлекает за собой растворённый избыточный углерод, атомы которого вне расплава образуют связь С-С, представляющую собой цилиндрический каркас-нанотрубку.
Температура плавления частицы в наноразмерном состоянии зависит от её радиуса. Чем меньше радиус, тем ниже температура плавления, вследствие эффекта Гиббса-Томпсона. Поэтому, наночастицы железа, с размером порядка 10 нм находятся в расплавленном состоянии ниже 600 °С. На данный момент осуществлён низкотемпературный синтез УНТ методом каталитического пиролиза ацетилена в присутствии частиц Fe при 550 °С. Снижение температуры синтеза имеет и негативные последствия. При более низких температурах получаются УНТ с большим диаметром (около 100 нм) и сильно дефектной структурой типа «бамбук» или «вложенные наноконусы». Полученные материалы состоят только из углерода, но к экстраординарным характеристикам (например, модуль Юнга) наблюдаемым у одностенные углеродных нанотрубок, получаемых методом лазерной абляции или электродуговым синтезом, они даже близко не приближаются.
CVD является более управляемым методом, позволяющим контролировать местоположение роста и геометрические параметры углеродных трубок[] на любых видах подложек. Для того чтобы получить массив УНТ на поверхности подложки, прежде на поверхности формируют частицы катализатора за счёт конденсации чрезвычайно небольшого его количества. Формирование катализатора возможно с помощью методов химического осаждения из раствора, содержащих катализатор, термическим испарением, распылением ионным пучком или магнетронным распылением. Незначительные вариации количества конденсируемого вещества на единицу площади поверхности вызывают значительного изменения размера и количества каталитических наночастиц и, следовательно, приводит к образованию УНТ, отличающихся по диаметру и высоте на различных участках подложки. Управляемый рост УНТ возможен в том случае, если использовать в качестве катализатор в виде сплава Ct-Me-N, где Сt (катализатор) выбирается из группы Ni, Co, Fe, Pd; Me (связующий металл) — выбирается из группы Ti, V, Cr, Zr, Nb, Mo, Hf, Ta, W, Re; N (азот). Привлекательность данного процесса роста УНТ на плёнках сплавов каталитического металла с металлами V—VII групп Периодической таблицы элементов состоит в широком наборе факторов для управления процессом, что позволяет управлять параметрами массивов УНТ, такими как высота, плотность, диаметр. При использовании плёнок сплавов рост УНТ возможен на тонких плёнках различной толщины и проводимости. Всё это делает возможность встраивания данного процесса в интегрированные технологии.

## Волокна из углеродных трубок
Для практического применения УНТ в настоящее время ищется способ создания на их основе протяжённых волокон, которые в свою очередь можно будет сплести в многожильный провод. Уже удалось создать из углеродных нанотрубок протяжённые волокна, которые обладают высокой электропроводностью и превосходящей сталь прочностью.

## Токсичность нанотрубок
Результаты экспериментов, проведённых в последние годы, показали, что длинные многостенные углеродные нанотрубки (МУНТ) могут вызвать отклик, аналогичный асбестовым волокнам. У людей, занятых на добыче и переработке асбеста, вероятность возникновения опухолей и рака лёгких в несколько раз больше, чем у основного населения. Канцерогенность волокон разных видов асбеста весьма различна и зависит от диаметра и типа волокон. Благодаря своему малому весу и размерам, углеродные нанотрубки проникают в дыхательные пути вместе с воздухом. В итоге они концентрируются в плевре. Мелкие частицы и короткие нанотрубки выходят через поры в грудной стенке (диаметр 3—8 мкм), а длинные нанотрубки могут задерживаться и со временем вызвать патологические изменения.
Сравнительные эксперименты по добавке одностенных углеродных нанотрубок (ОУНТ) в пищу мышей показали отсутствие заметной реакции последних в случае нанотрубок с длиной порядка микрон. При этом эксперимент по добавлению многостенных углеродных нанотрубок в пищу мышей показал, что в этом случае происходят значительные изменения в тонкой структуре ворсиной тонкой кишки в виде увеличения числа деструктированных ворсин и пролиферации эпителиоцитов.
В 2016 году европейские эксперты провели ряд исследований природы и свойств одностенных углеродных нанотрубок и разработали рекомендации по конкретным методам работы с ними. В результате нанотрубки TUBALL, производимые компанией OCSiAl в Новосибирске, стали первыми ОУНТ, зарегистрированными в соответствии с регламентом Европейского союза REACH и разрешёнными к производству и использованию в Европе в промышленных масштабах — до 10 тонн ежегодно.

### Очистка от катализаторов
Наноразмерные металлические катализаторы являются важными компонентами многих эффективных методов синтеза УНТ и в особенности для CVD-процессов. Они также позволяют в некоторой степени контролировать структуру и хиральность получаемых УНТ. Во время синтеза катализаторы могут конвертировать углеродсодержащие соединения в трубчатый углерод, при этом они сами как правило становятся частично закапсулированны графитизированными слоями углерода. Таким образом, они могут стать частью результируемого УНТ-продукта. Такие металлические примеси могут быть проблематичными для многих применений УНТ. Катализаторы как никель, кобальт или иттрий могут вызвать, к примеру, токсикологические проблемы. В то время как незакапсулированные катализаторы сравнительно легко вымываются минеральными кислотами, закапсулированные катализаторы требуют предварительной окислительной обработки для вскрытия покрывающей оболочки катализаторов. Эффективное удаление катализаторов, особенно закапсулированных, с сохранением структуры УНТ представляет собой сложную и трудоёмкую процедуру. Многие варианты очистки УНТ уже были изучены и индивидуально оптимизированы с учётом качества используемых УНТ. Новый подход к очистке УНТ, дающий возможность одновременно вскрывать и выпаривать закапсулированные металлические катализаторы является чрезвычайно быстрый нагрев УНТ и его примесей в термической плазме.